# Кэрлон
Кэрлон (ок. 530—24 марта 588) — святой епископ Кашельский и Армский, примас всея Ирландии с 578 по 588 год. День памяти — 23 марта, 24 марта.

## Биография

### Происхождение
Святой Кэрлон (Cairlon), или Кэрлан (Cairlan, Cairellán, Carlan, Carláen, Caerlan, Cáerlan, Cairlaene, Cayrlan, Cairlani, Cairlén), или Каорлан (Caorlan, Caurlan), или Карилан (Carillan), или Киарлэх (Ciarlaech) был ирландцем из клана Ui Nialláin, который правил там, где нынче располагаются баронии Oneilland West и Oneilland East. Прародителем клана был Nialláin m. Féicc m. Feidelmid m. Fiachrach Cassáin m. Collai Fochríth, живший ок. 370 года, и Кэрлон был его потомком в шестом колене.
Святой Кэрлон родился ок. 530 года в местечке Domnach maccu Garba (Храм племени Гарба), в Онейллэнде. Это место нынче утрачено, но предполагается, что оно скрыто в современном Онейлленде в городах Донагреаг (Donagreagh) или Гарваги.

### Образование
Кэрлон был из благородных семей Армы и получил наилучшее из возможного по тем временам образование. Предположительно, он был младшим сыном в семье, что позволило ему не наследовать родовые владения, но посвятить себя Церкви.
Настоятель монастыря Кашел (Cashel), он умер и был воскрешён святым Дагеем (Dageus, память 18 августа). Впоследствии, когда святой Кэрлон был поставлен архиепископом Кашела, святой Дагей и его монахи встали под его окормление.

## Тропарь, глас 4
O holy Cairlon, thou didst repose in the Lord/
and wast raised to life by Saint Daga./
Then living the risen life while yet on earth/
thou didst spend thy years in apostolic labours./
Pray to Christ our God to save our souls.